# Entérotoxémie

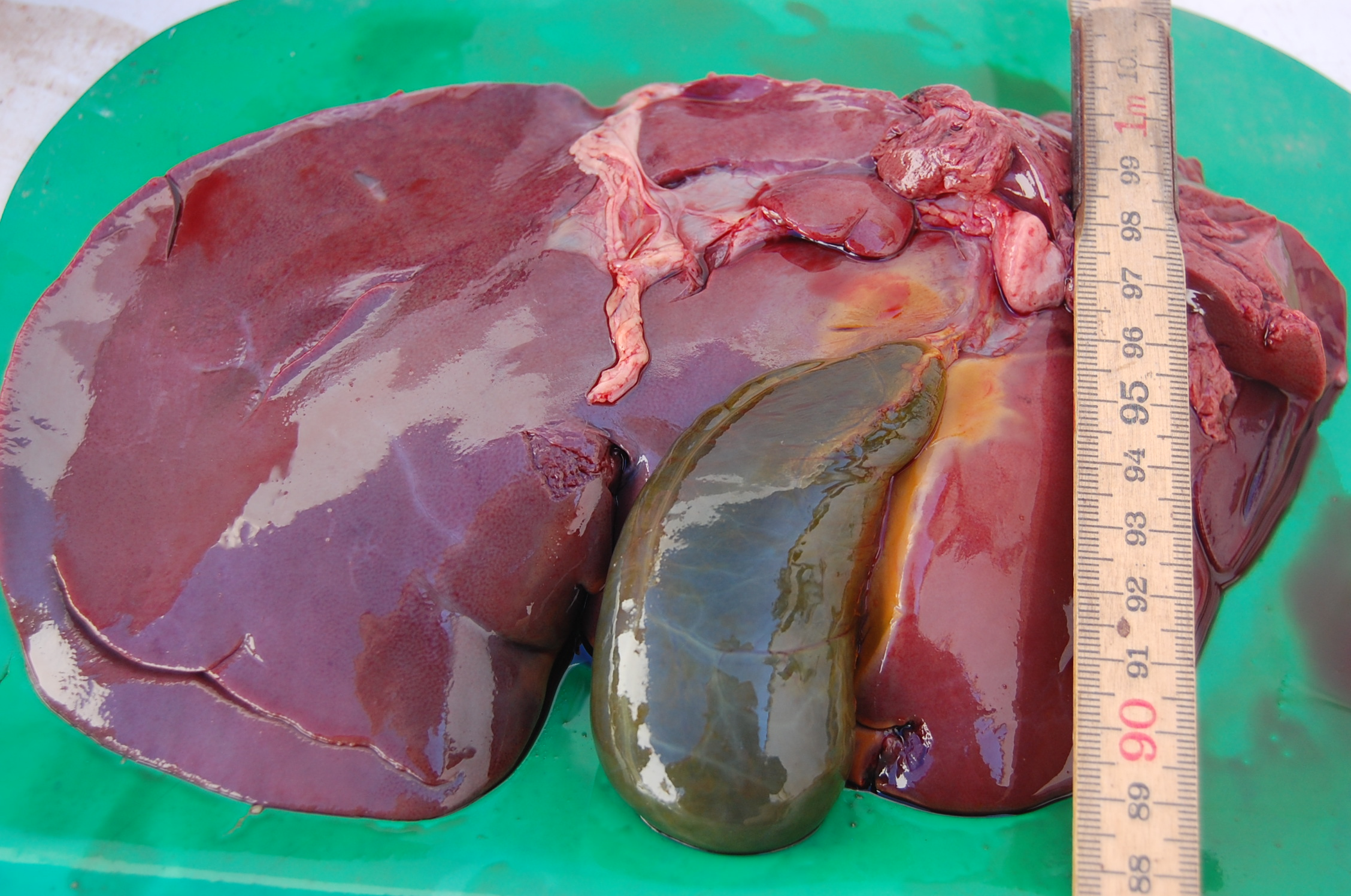
Réplétion pathologique de la vésicule biliaire dans le cadre d'une entérotoxémie ovine

L’entérotoxémie est une maladie mortelle développée par les ruminants.

## Épidémiologie
Une entérotoxémie est une maladie mortelle après une brève évolution (quelques heures) due au développement anormalement important des bactéries anaérobies Clostridium perfringens et Clostridium sordelli dans l’intestin des ruminants. Ces bactéries synthétisent des toxines qui provoquent l’empoisonnement interne de l’animal. Les animaux les plus fréquemment touchés sont les veaux et agneaux (de 15 jours à 2 mois) et les animaux en croissance.

## Mesures prophylactiques
La méthode généralement employée pour prévenir la maladie est la vaccination.

## Traitement
Si le diagnostic est réalisé suffisamment précocement, la maladie peut être traitée par des injections fréquentes de fortes doses de pénicilline, les bactéries incriminées étant sensibles aux antibiothérapies. Toutefois, au vu de la rapidité d’évolution de la maladie, il est très rare de pouvoir intervenir et traiter l’animal malade qui meurt rapidement.